# Hakea multilineata
Hakea multilineata är en tvåhjärtbladig växtart som beskrevs av Meissn.. Hakea multilineata ingår i släktet Hakea och familjen Proteaceae. Inga underarter finns listade i Catalogue of Life.